# Pýrovník
Pýrovník (Elymus) je rod trav, tedy z čeledi lipnicovitých (Poaceae). Jedná se o vytrvalé byliny. Jsou trsnaté. Stébla dorůstají výšek zpravidla 20–150 cm. Listy jsou ploché nebo svinuté, dosahují šířky 1–18 mm, na vnější straně listu se při bázi nachází jazýček. Květy jsou v kláscích, které tvoří klas, klásky jednotlivé, po dvou nebo po třech, vzácně i po více, zboku smáčklé, vícekvěté (zparvidla 3-7 květů). Na bázi klásku jsou 2 plevy, které jsou nestejné nebo téměř stejné, bez osin nebo osinaté (osina do 8 mm dlélky). Pluchy jsou většinou osinaté nebo bez osin, pokud jsou osinaté, je osina často delší než plucha a někdy může dosáhnout až 50 mm. Plušky jsou dvoukýlné, bez osin. Plodem je obilka, která je okoralá. Celkově je známo asi 150 druhů, které najdeme na obou polokoulích, mimo tropy, místy i adventivně.

## Taxonomická poznámka
Někteří autoři řadí druhy z rodu Elymus do rodu Agropyron v širším slova smyslu (společně s rodem Elytrigia, česky pýr). Existuje i další pojetí, které uznává rody Elymus a Agropyron v užším slova smyslu (v tom případě česky žitňák), a do rodu Elymus pak řadí i druhy z rodu Elytrigia. Např. řadí do rodu Elymus i pýr plazivý (Elytrigia repens, Elymus repens). Pro rod Elymus existuje synonymum Roegneria C. Koch. V pojetí tohoto článku jsou uznávány Agropyron s. str. a Elytrigia jako samostatné rody.

## Druhy rostoucí v Česku
V České republice je domácí pouze 1 druh z rodu pýrovník, pýrovník psí (Elymus caninus, syn. Agropyron caninus, Roegneria canina). Je rozšířen od nížin až po horské polohy ve vlhkých lesích a křovinách, méně často i na vlhkých loukách. Tráva na první pohled připomíná osinatý pýr plazivý. Kdysi byl pokusně jako pícnina vyséván pýrovník drsnostéblý (Elymus trachycaulus) a v Brně byl kdysi zavlečen pýrovník kanadský (Elymus canadensis). Oba jsou původem v S. Americe.